# 우파라자
우파라자(산스크리트어: उपराजा, 버마어: ဥပရာဇာ, 크메르어: ឧបរាជ, 태국어: อุปราช, 라오어: ອຸປຮາດ)는 인도 아대륙과 버마, 캄보디아, 라오스 및 태국의 상좌부 불교 왕조, 그리고 일부 소규모 속국에서 부왕을 위해 마련된 귀족 칭호이다. 궁극적으로 산스크리트어 उपराज upa-라자에서 유래했으며, 라틴어의 sub 및 rex에 각각 해당한다.

## 인도
인도의 마가다 제국에서 부왕은 우파라자(문자 그대로 부왕)라는 칭호를 사용했다.

## 버마
대부왕(大副王)은 전체 이름이 마하 우파라자 아노우크라파 아인셰 민이며, 유럽인들이 황태자로 잘못 해석했고, 전하(His Royal Highness)로 불렸다. 그는 민니 민타, 즉 왕족 왕자들 중에서 가장 높은 직위였다. 이는 아인셰 민(အိမ်ရှေ့မင်း, my)으로 줄여 불린다.
그러나 이 직위는 가장 높은 출생 신분(있다면 황제의 장남으로 정비 소생인 슈웨 코다우-지 아오라타)을 위해 마련된 것이 아니었으며, 계승의 확실한 약속도 없었는데, 이는 보통 궁극적인 권력 투쟁에서만 결정되었다.

## 캄보디아
오우파라치(크메르어: ឧបរាជ)라는 단어는 산스크리트어와 팔리어 모두에서 유래했으며, 문자 그대로 왕의 뒤를 잇는 부왕을 의미한다. 오우파라치에 대한 적절한 존칭을 제공하기 위한 전체 용어는 삼다치 프레아 오우파라치(크메르어: សម្តេចព្រះឧបរាជ) 또는 삼다치 프레아 모하 오우파라치(크메르어: សម្តេចព្រះមហាឧបរាជ្យ)이다. 캄보디아 왕국의 전통에 따르면, 삼다치 프레아 모하 오우파라치는 다른 고위 및 하위 관료들을 통제하는 최고 관리의 직위를 가진다.

## 시암 (태국)
우파랏(태국어: อุปราช; RTGS: Upparat)은 역사적 시암에서 발음되었듯이, 전체 이름 프라 마하 우파랏(พระมหาอุปราช)은 부왕으로 번역된다. 그러나 전궁(태국어: วังหน้า; RTGS: Wang Na)이 더 일반적인 명칭이었으며, 영어로는 종종 제2의 왕 또는 부왕으로 불렸다.
이 직위는 1874년 전궁 위기 이후 라마 5세에 의해 1876년에 폐지되었고, 시암의 왕세자(태국어: สยามมกุฎราชกุมาร; RTGS: Sayammakutratchakuman) 직위로 대체되었다. 왕을 대리하는 이들은 섭정 또는 섭정 위원회라는 다른 직책을 구성한다.

## 같이 보기
- 버마의 왕실 칭호
- 태국의 왕실 계급 및 칭호
- 전궁
- 차크리 왕조